# Providence (Kentucky)
Pour les articles homonymes, voir Providence.
La ville de Providence est située dans le comté de Webster, dans l’État du Kentucky, aux États-Unis. Sa population s’élevait à 3 193 habitants lors du recensement de 2010, estimée à 3 102 habitants en 2016.

## Source
- (en) Cet article est partiellement ou en totalité issu de l’article de Wikipédia en anglais intitulé « Providence, Kentucky » (voir la liste des auteurs).